# Zofia Kajzerówna
Zofia Kajzerówna, właśc. Zofia Kajzer-Kasprzycka (ur. 1911, zm. 2002 w Calgary) – polska aktorka teatralna i filmowa, finalistka konkursu Miss Polonia 1930.

## Życiorys
Słynęła z urody. Wzięła udział w gali finałowej konkursu Miss Polonia 1930, która odbyła się 28 stycznia w stołecznym hotelu Polonia. W jury zasiadali m.in.: pisarka Zofia Nałkowska (przewodnicząca), rzeźbiarz Edward Wittig i aktor Juliusz Osterwa. Zofia Kajzerówna, reprezentująca Włocławek, nie znalazła się w konkursowej pierwszej trójce. Tytuł Miss Polonia wywalczyła Zofia Batycka. Kilka lat później, w 1933 r., Zofia Kajzerówna (jako jedna z czterech Polek) znalazła się na okładce Chicago Tribune – z uwagi na zorganizowany przez tę gazetę międzynarodowy konkursu piękności z okazji otwarcia Wystawy Światowej w Chicago w 1933 r. Zwyciężczyni miała otrzymać 5 tys. USD, a nagrodą dla pięćdziesięciu najpiękniejszych kobiet była podróż do Chicago i zwiedzanie Stanów Zjednoczonych na koszt redakcji.
W 1932 r. zdała egzamin eksternistyczny ZASP. Zadebiutowała w tym samym roku w kabarecie Qui Pro Quo, w którym występowała (od lutego do kwietnia) w spektaklach rewiowych Miłe złego początki i Poczekajcie, poczekajcie. Od 1934 r. należała do zespołu Towarzystwa Krzewienia Kultury Teatralnej. Grała na scenach warszawskich: Teatru Polskiego (Matołek z Wysp Nieoczekiwanych G.B. Shawa), Teatru Letniego (komedie Kwiecista droga W. Katajewa i Przedziwny stop W. Kirszona) oraz Teatru Małego (Wiosenne porządki A. Huxleya i Koko M. Acharda).
Najbardziej płodny okres jej pracy artystycznej przypadał na lata 1934–1939, kiedy występowała na scenie Teatru Narodowego w Warszawie (m.in.: Klub kawalerów M. Bałuckiego, Intryga i miłość F. Schillera, Sługa jego lordowskiej mości J.M. Barriego, Cyganeria warszawska A. Nowaczyńskiego, Horsztyński i Balladyna J. Słowackiego, Cyrano de Bergerac E. Rostanda, Szkoła obmowy R.B. Sheridana, Popielaty welon M. Pawlikowskiej-Jasnorzewskiej). W tym samym okresie (w latach 1933–1939) zagrała w wielu filmach fabularnych.

## Życie prywatne

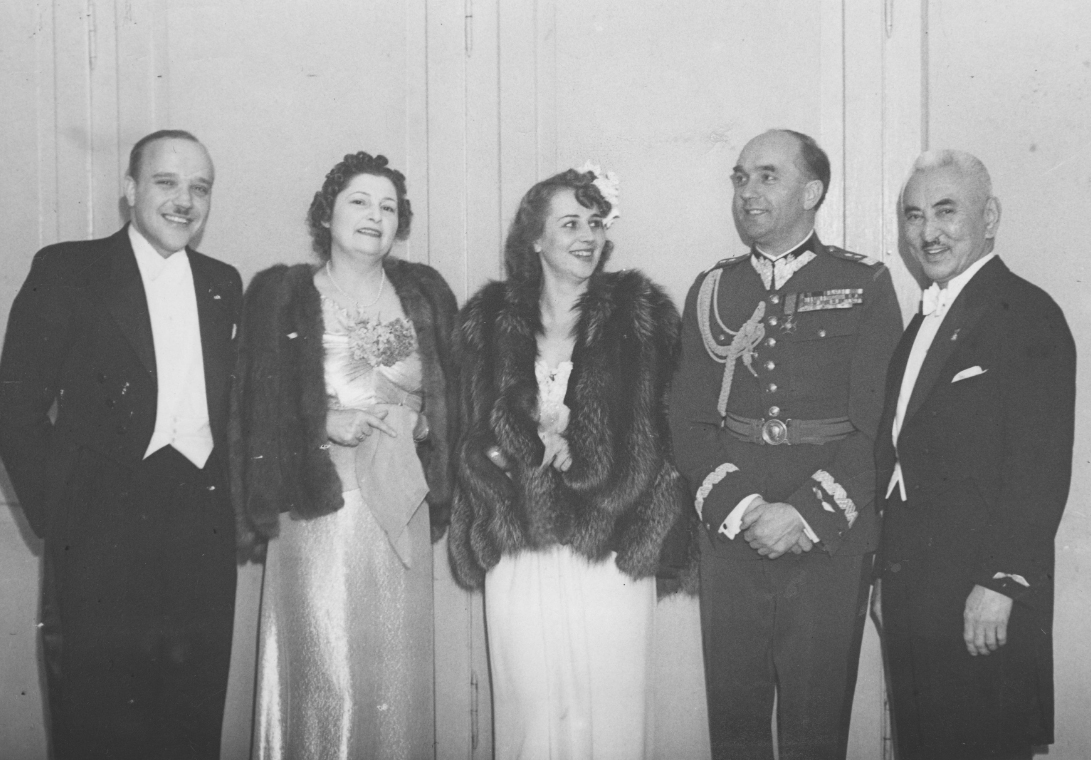
Bal w gmachu Resursy Obywatelskiej w Warszawie (1939 r.). Od lewej: inż. Bielski, pani Badmajew, aktorka Zofia Kajzerówna, minister spraw wojskowych gen. Tadeusz Kasprzycki i doktor Włodzimierz Badmajew

Głośnym echem w międzywojennej Polsce odbił się romans Zofii Kajzerówny z dwadzieścia lat starszym od niej Tadeuszem Kasprzyckim, generałem dywizji Wojska Polskiego, ministrem spraw wojskowych (w latach 1935–1939), kawalerem Orderu Virtuti Militari. Generał poznał aktorkę w połowie lat 30. XX wieku i szaleńczo się w niej zakochał. Rozpoczął się romans. Wkrótce pojawiły się plotki o subwencjonowaniu teatru, w którym grała aktorka, z budżetu Ministerstwa Spraw Wojskowych.
Kilka lat później opinię publiczną wstrząsnęła śmierć żony generała, Marii Jadwigi de domo Rybczyńskiej (z zawodu inżyniera), która została pochowana w grobie rodzinnym na cmentarzu w Wilanowie. Tajemnicą poliszynela było to, że popełniła samobójstwo z powodu romansu męża – 12 maja 1939 r., po wizycie u Kajzerówny w przededniu sprawy rozwodowej, wyskoczyła z okna klatki schodowej w kamienicy, w której mieszkała kochanka męża; zmarła w karetce pogotowia. W tym czasie na deskach Teatru Narodowego wystawiano komedię Popielaty welon Marii Pawlikowskiej-Jasnorzewskiej, w której jedną z ról grała Kajzerówna. W dniu, w którym publiczność dowiedziała się o tragicznych okolicznościach śmierci Kasprzyckiej, wychodząca na scenę Zofia Kajzerówna została przywitana gwizdami i tupaniem. Przedstawienie zostało przerwane, a sztukę wkrótce zdjęto z afisza.
Nie przeszkodziło to trwałości związku aktorki z generałem, który wkrótce został usankcjonowany małżeństwem. Para stanęła na ślubnym kobiercu mimo wyraźnego sprzeciwu marszałka Edwarda Rydza-Śmigłego. Wcześniej, chcąc usunąć się z oczu plotkarzom, generał Kasprzycki wykupił grunty w Kościelisku i w 1938 r. razem z siostrą Zofią i Tadeuszem Katelbachem zaczął budować hotel Salamandra (zwany nieoficjalnie od nazwiska kochanki generała Kajzerhofem), zaciągając duży kredyt. W chwili wybuchu II wojny światowej budynek był w stanie surowym.
Podczas kampanii wrześniowej generał zaniedbywał swoje obowiązki. Jeszcze we wrześniu wraz z żoną wyjechał do Rumunii, gdzie został internowany. Po kilku latach w 1944 r. małżonkowie wyjechali przez Turcję do Wielkiej Brytanii. Od 1954 r. Zofia wraz z mężem przebywała na emigracji w Kanadzie, gdzie zmarła w 2002 r. (w Calgary) w wieku 91 lat.

## Filmografia

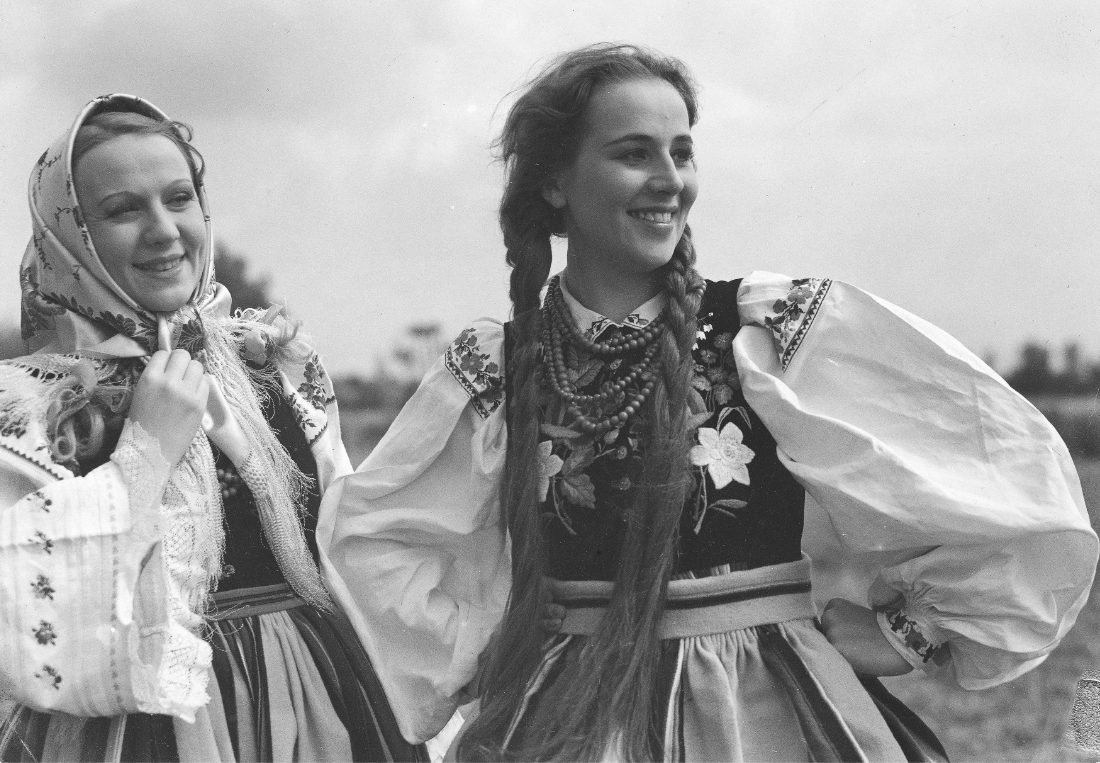
Alina Żeliska i Zofia Kajzerówna (po prawej) w scenie z filmu „Przybyli do wsi żołnierze”, 1939 r.

- 1933: Prokurator Alicja Horn – obsada aktorska
- 1933: Jego ekscelencja subiekt – przyjaciółka Ani Poreckiej
- 1934: Córka generała Pankratowa – dziewczyna w restauracji
- 1935: Dwie Joasie – kandydatka do posady maszynistki; nie występuje w napisach
- 1939: Geniusz sceny – Maria w „Warszawiance”
- 1939: Czarne diamenty – Teresa Pogorzałkówna, sekretarka Nawrata
- 1939: Przybyli do wsi żołnierze[8] – wiejska Łowiczanka (film nieukończony)[1]

## Role teatralne
- Helena w Mademoiselle Jacques’a Devala (1932)
- Bufetowa w Klubie kawalerów Michała Bałuckiego (1934)
- Pokojówka w Intrydze i miłości Friedricha Schillera (1934)
- Washti w Matołku z Wysp Nieoczekiwanych George’a Bernarda Shawa (1935)
- Role w Przedziwnym stopie Władimira Kirszona (1935)
- Roksana w Cyranie de Bergerac Edmonda Rostanda (1938)
- Lady Teazle w Szkole obmowy Richarda Brinsleya Sheridana (1938)
- Wiga Buchałowicka w Popielatym welonie Marii Pawlikowskiej-Jasnorzewskiej (1939)[9]